# 南波多谷口インターチェンジ
南波多谷口インターチェンジ（みなみはたたにぐちインターチェンジ）は、佐賀県伊万里市にある西九州自動車道（唐津伊万里道路）のインターチェンジである。

## 道路
- E35 西九州自動車道（唐津伊万里道路）

## 接続する道路
- 佐賀県道297号塩屋大曲線

## 歴史
- 2014年（平成26年）11月17日 : インターチェンジ名称を谷口IC（仮称）から「南波多谷口IC」で正式決定[1]。
- 2015年（平成27年）2月1日 : 北波多IC - 南波多谷口IC間 開通に伴い供用開始[2]。
- 2018年（平成30年）3月31日 : 南波多谷口IC - 伊万里東府招IC間 開通[3]。

## 周辺
- 道の駅伊万里

## 隣
E35 西九州自動車道（唐津伊万里道路）
北波多IC - 南波多谷口IC - 伊万里東府招IC